# Ivan Puliui
Ivan Puliui (Іван Пулюй, Johann Puluj)  (n. 2 februarie 1845, Hrîmailiv - d. 31 ianuarie 1918, Praga ) a fost un fizician, inventator și patriot ucrainean care a contribuit la utilizarea razelor X în obținerea radiografiilor medicale . A fost cel care i-a furnizat fizicianului  german Wilhelm Conrad Röntgen una din lămpile cu care acesta a obținut ceea ce a numit "raze X".